# Friedrich Wilhelm Nevoigt
Friedrich Wilhelm Nevoigt (* 6. April 1859 in Kackrow/Niederlausitz, nach einer anderen Quelle: Krakow am See in Mecklenburg; † 21. Juli 1937 in Radebeul) war ein deutscher Fabrikant von Strickmaschinen und Fahrrädern. Er gründete mit seinem älteren Bruder Wilhelm Friedrich Nevoigt 1885 die späteren Diamant Fahrradwerke. Wilhelm Friedrich Nevoigt studierte von 1878 bis 1880 am 
Technikum Mittweida Maschinenbau und gründete 1884 in Reichenbrand bei Chemnitz, ein eigenes Unternehmen zur Herstellung von Wirkmaschinen-Zubehör. Bereits 1909 verstarb der ebenfalls in Kackrow/Niederlausitz geborene ältere Bruder Wilhelm Friedrich Nevoigt (* 23. Januar 1857; † 1. Mai 1909 in Reichenbrand).

## Leben und Wirken
Zum 1. Januar 1885 ließen die Brüder Nevoigt dieses als Gebrüder Nevoigt Reichenbrand/Chemnitz in das Handelsregister der Stadt Chemnitz eingetragen. Im gleichen Jahr begannen sie auch mit der Fabrikation von Schreibfedern sowie einer testweisen Einzelproduktion von Fahrrädern.
Im Jahr 1898 erfanden die Gebrüder Nevoigt die Doppelrollenkette, die zum heutigen Weltstandard gehört.
Steigende Absatzzahlen bei Fahrrädern führten zum Beschluss, eine Serienproduktion dafür aufzubauen. Aus Platzgründen zogen die Nevoigt-Brüder in das neu gebaute Gebäude an der heutigen Nevoigtstraße und fabrizierten dort ab 1895 Fahrräder aus Serienproduktion, denen sie den Namen „Diamant“ gaben.  Alle Teile außer Sattel und Reifen waren aus eigener Produktion. 1898 arbeiteten dort 300 Beschäftigte.
Mit der Hinzunahme von Flachstrickmaschinen wuchs das Unternehmen weiter, 1907 wandelten die Nevoigt-Brüder es zur Aktiengesellschaft Gebrüder Nevoigt AG Reichenbrand/Chemnitz um.
1912 war die Fahrradproduktion der wichtigste Betriebsteil des Unternehmens, sodass Nevoigt und der Aufsichtsrat des Unternehmens dieses in Diamant Werke Gebrüder Nevoigt AG umfirmierten. Bis 1916 wuchs die Beschäftigtenzahl bis auf 1.000 Mitarbeiter. Es ist heute die älteste deutsche Fahrradfabrik.
1916 zog sich Friedrich Nevoigt zurück, er siedelte nach Niederlößnitz (heute Stadtteil von Radebeul) über, wo er zuerst in der heutigen Oberen Bergstraße, dann bis zu seinem Tode auf der Königstraße (heute Karl-Liebknecht-Straße) wohnte.